# Fonction de Brillouin
Pour les articles homonymes, voir Brillouin.

Fonction de Brillouin pour différentes valeurs de J.

La fonction de Brillouin d'ordre J, du nom du physicien Léon Brillouin, est une fonction spéciale définie par :
{\displaystyle B_{J}(x)={\frac {2J+1}{2J}}\mathrm {coth} \left({\frac {2J+1}{2J}}x\right)-{\frac {1}{2J}}\mathrm {coth} \left({\frac {x}{2J}}\right),}
où J désigne le nombre quantique du moment angulaire total.
Elle permet de décrire l'aimantation d'un solide paramagnétique.